# Franciszek Musiel
Franciszek Musiel (ur. 14 stycznia 1915 w Janikach, zm. 2 grudnia 1992 w Częstochowie) – polski duchowny rzymskokatolicki, biskup pomocniczy częstochowski w latach 1966–1992.

## Życiorys
Edukację rozpoczął od szkoły powszechnej w Aleksandrowie i Krzepicach, po czym przeniósł się do Częstochowy, gdzie kontynuował naukę w tutejszym Gimnazjum Męskim im. H. Sienkiewicza, które ukończył w 1935. Następnie wstąpił do Częstochowskiego Wyższego Seminarium Duchownego w Krakowie. Podjął także studia na Wydziale Teologicznym Uniwersytetu Jagiellońskiego.
Po otrzymaniu święceń kapłańskich 22 maja 1941 z rąk biskupa Teodora Kubiny przez kilka miesięcy był wikariuszem praktykantem w parafii Krzepice oraz w Kłobucku. Następnie 19 czerwca 1944 został przeniesiony na parafię w Klimontowie i Gołonogu. Po zakończeniu wojny otrzymał nominację na prefekta w Gimnazjum Kupieckim i Liceum Handlowym w Częstochowie, pełniąc funkcję dyrektora Domu Księży Emerytów. W tym czasie uzyskał stopień magistra teologii na UJ, po czym został notariuszem w Sądzie Biskupim w Częstochowie, a z nowym rokiem akademickim 1952/1953 rozpoczął studia specjalistyczne z zakresu prawa kanonicznego na KUL-u, ukończone w 1956 uzyskaniem stopnia licencjata prawa kanonicznego. W tym czasie prowadził również wykłady w Niższym Seminarium Duchownym w Częstochowie.
W 1957 został wyznaczony na administratora parafii Matki Boskiej Zwycięskiej w Częstochowie, a od 1963 był jej proboszczem. W 1960 został diecezjalnym duszpasterzem mężczyzn. Od 1962 pełnił obowiązki wiceoficjała, a następnie oficjała Sądu Biskupiego. Przez cały nieomal okres obejmujący lata 1950–1960 zajmował się również pisaniem kazań m.in. do „Biblioteki Kaznodziejskiej”.
12 listopada 1965 papież Paweł VI mianował go biskupem pomocniczym diecezji częstochowskiej oraze stolicą tytularną Tamata. Konsekracja odbyła się 30 stycznia 1966 w bazylice jasnogórskiej z udziałem prymasa kardynała Stefana Wyszyńskiego jako głównego konsekratora oraz biskupów Stefana Bareły i Tadeusza Szwagrzyka jako współkonsekratorów. 25 października 1966 został mianowany kanonikiem gremialnym w kapitule bazyliki katedralnej, obejmując równocześnie w tym samym roku opiekę nad Wydziałem Duszpasterskim Kurii Diecezjalnej oraz Finansowo-Gospodarczym i Administracyjnym.
W 1969 zamieszkał w domu parafialnym przy kościele św. Andrzeja i Barbary w Częstochowie, przejmując równocześnie nad nią opiekę jako proboszcz. W 1973 uzyskał mianowanie na dziekana w kapitule bazyliki diecezjalnej. W 1991 ze względu na pogarszający się stan zdrowia został przeniesiony w stan spoczynku.
Pochowany został w krypcie podziemnej kościoła św. Kazimierza na cmentarzu Kule w Częstochowie.
W 2014 został patronem ulicy w częstochowskiej dzielnicy Kiedrzyn.